# 구산초등학교 (김해시)
구산초등학교(龜山初等學校, Gusan Elementary School)는 대한민국 경상남도 김해시 구산동에 위치한 공립 초등학교이다.

## 연혁
- 2000년 2월 3일 : 구산초등학교 설립 인가
- 2000년 10월 2일 : 개교